# Damalis dubia
Damalis dubia là một loài ruồi trong họ Asilidae. Damalis dubia được Joseph & Parui miêu tả năm 1995. Loài này phân bố ở miền Ấn Độ - Mã Lai.